# 7428 Abekuniomi
7428 Abekuniomi eller 1992 YM är en asteroid i huvudbältet som upptäcktes den 24 december 1992 av den japanska astronomen Takeshi Urata vid Nihondaira-observatoriet. Den är uppkallad efter Abe Kuniomi.
Asteroiden har en diameter på ungefär 5 kilometer och den tillhör asteroidgruppen Eunomia.